# Diapontonia maranulus
Diapontonia maranulus är en kräftdjursart som beskrevs av Bruce 1986. Diapontonia maranulus ingår i släktet Diapontonia och familjen Palaemonidae. Inga underarter finns listade i Catalogue of Life.